# Michael Richter (Historiker)
Michael Richter (* 11. Dezember 1952 in Berlin) ist ein deutscher Zeithistoriker und Aphoristiker.

## Leben
Richter besuchte die Polytechnische Oberschule in Ilfeld und machte sein Abitur in Gotha. Dort war er Mitglied im Lyrikzirkel von Hanns Cibulka. Ab 1974 studierte er evangelische Theologie an der Humboldt-Universität zu Berlin. In dieser Zeit war er Mitglied im Lyrikzirkel der Jungen Welt, nahm an Poetenseminaren teil und veröffentlichte erste Aphorismen, u. a. im Eulenspiegel, in der neuen deutschen literatur und in temperamente. 1978 wurde er auf eigenen Wunsch hin exmatrikuliert, da er sich „auf dem Boden des Marxismus-Leninismus“ befinde. Nachdem ihm kein Philosophie-Studienplatz zugeteilt worden war, stellte er einen Ausreiseantrag.
Nach seiner 1981 erfolgten Übersiedlung in die Bundesrepublik studierte er Geschichte, Politikwissenschaft und evangelische Theologie an den Universitäten in Hannover und Bonn. Von 1986 bis 1989 war er wissenschaftlicher Mitarbeiter am Archiv für Christlich-Demokratische Politik. 1989 wurde er an der Universität Bonn zum Dr. phil. promoviert. Von 1989 bis 1994 war er wissenschaftlicher Mitarbeiter am Seminar für Osteuropäische Geschichte der Universität Bonn. 1993 erschien im Berliner Verbum-Verlag sein Aphorismenband Wortbruch mit einem Vorwort von Johannes Gross.
Seit 1994 arbeitete er als wissenschaftlicher Mitarbeiter am Hannah-Arendt-Institut für Totalitarismusforschung an der TU Dresden. Er veröffentlichte etliche Bücher und Beiträge zur Geschichte der SBZ/DDR. Zuletzt erschien 2009 bei Vandenhoeck & Ruprecht Göttingen Die Friedliche Revolution. Aufbruch zur Demokratie in Sachsen 1989/90. Beim Mitteldeutschen Verlag Halle (Saale) erschienen bislang drei Aphorismenbände.

## Kontroverse umDie Friedliche Revolution. Aufbruch zur Demokratie in Sachsen 1989/90
2009 sagte Bundespräsident Horst Köhler in einer Rede zum 20. Jahrestag der Wende aufgrund von Angaben aus Richters Buch Die Friedliche Revolution. Aufbruch zur Demokratie in Sachsen 1989/90: „Vor der Stadt standen Panzer, die Bezirkspolizei hatte Anweisung, auf Befehl ohne Rücksicht zu schießen. Die Herzchirurgen der Karl-Marx-Universität wurden in der Behandlung von Schusswunden unterwiesen, und in der Leipziger Stadthalle wurden Blutplasma und Leichensäcke bereitgelegt.“ Recherchen des Mitteldeutschen Rundfunks ergaben, dass diese Aussagen unrichtig bzw. überzeichnet waren. Richter räumte gegenüber der DPA ein, dass er „für seine Studie bedauerlicherweise widersprüchliche und zum Teil ungenaue Zeitzeugen-Aussagen übernommen“ habe. Der frühere Leipziger Nikolaikirche-Pfarrer Christian Führer bestätigte die meisten Aussagen allerdings dem Grunde nach.

## Kontroverse um Stasi-Mitarbeit
Im November 2010 wurden Vorwürfe bekannt, nach denen Richter von 1979 bis 1981 selbst für das Ministerium für Staatssicherheit als IM „Thomas“ (Reg.-Nr. XV 1693/79, MfS AIM 6927/83, Teil I/1 345 Seiten, Teil II/1 64 Seiten) gearbeitet hat. Er selbst hatte dies „bereits auf dem Gebiet der DDR“ Freunden gegenüber, im Notaufnahmelager Gießen sowie gegenüber Bekannten und Arbeitgebern offengelegt. Das MfS klassifizierte ihn daraufhin als „Feind der DDR“ und verhängte „Einreisesperre für immer“. (BStU-Akte Bl. 285 ff.).
Die Gauck-Behörde schrieb am 31. Oktober 1991 in einer Auskunft: „Werbung erfolgte auf folgender Grundlage: einer Nötigung […]. In ihren Treffberichten gibt es keine belastenden Angaben über andere Personen. Sie versuchten, sich den vom MfS-Mitarbeiter gestellten Aufgaben zu entziehen, sofern eine plausible Begründung vorgewiesen werden konnte. Nach der Aktenlage ging die Initiative für den Ausreiseantrag von ihnen aus.“ Richter informierte auch das Kuratorium des Hannah-Arendt-Instituts und wurde trotz seiner MfS-Kontakte angestellt. Nach einer neueren Aufarbeitung der Akten Richters durch die Gauck-Behörde entließ das Institut im November 2010 den Historiker fristlos.
Die Kündigung wurde vom Arbeitsgericht Dresden und vom Landesarbeitsgericht Chemnitz aufgehoben und der Vorwurf einer wesentlich umfassenderen IM-Tätigkeit zurückgewiesen. Richter blieb weiterhin Mitarbeiter am Hannah-Arendt-Institut, arbeitete allerdings bis zum Ruhestand im Juli 2018 auf Grundlage einer außergerichtlichen Einigung und einer Abordnung seit April 2012 am Sorbischen Institut Bautzen. Michael Richter lebt in Hannover.

## Veröffentlichungen

### Geschichtswissenschaftliche Monographien (Auswahl)
- Die Ost-CDU 1948–1952. Zwischen Widerstand und Gleichschaltung (= Forschungen und Quellen zur Zeitgeschichte. Bd. 19). Droste, Düsseldorf 1990, ISBN 3-7700-0899-5 (Dissertation, Universität Bonn, 1988/89).
- Die Revolution in Deutschland 1989/90. Anmerkungen zum Charakter der „Wende“ (= Hannah-Arendt-Institut für Totalitarismusforschung: Berichte und Studien. Bd. 2). Hannah-Arendt-Institut für Totalitarismusforschung, Dresden 1995.
- Die Staatssicherheit im letzten Jahr der DDR (= Schriften des Hannah-Arendt-Instituts. Bd. 4). Böhlau, Weimar/Köln/Wien 1996, ISBN 3-412-04496-2.
- mit Karin Urich: „Wir sind jung, die Welt ist offen …“ Zeitzeugen erzählen DDR-Geschichte. Hg. vom Freistaat Sachsen, Staatsministerium für Kultus. Halb-und-Halb-Verlagsgesellschaft, Berlin 1998.
- mit Erich Sobeslavsky: Die Gruppe der 20 (= Schriften des Hannah-Arendt-Instituts. Bd. 12). Böhlau, Köln 1999, ISBN 3-412-06499-8.
- mit Mike Schmeitzner: „Einer von beiden muß so bald wie möglich entfernt werden“. Der Tod des sächsischen Ministerpräsidenten Rudolf Friedrichs vor dem Hintergrund des Konfliktes mit Innenminister Kurt Fischer 1947. Kiepenheuer, Leipzig 1999, ISBN 3-378-01021-5.
- Die Bildung des Freistaates Sachsen. Friedliche Revolution, Föderalisierung, deutsche Einheit 1989/90 (= Schriften des Hannah-Arendt-Instituts. Bd. 24). Vandenhoeck & Ruprecht, Göttingen 2004, ISBN 3-525-36900-X.
- Die Friedliche Revolution. Aufbruch zur Demokratie in Sachsen 1989/90 (= Schriften des Hannah-Arendt-Instituts. Bd. 38). 2 Bände. Vandenhoeck & Ruprecht, Göttingen 2009, ISBN 978-3-525-36914-2.
- Deutsche Parteien in der sorbischen Oberlausitz 1945–1953 (= Schriften des Sorbischen Instituts. Bd. 63). Domowina-Verlag, Bautzen 2017, ISBN 978-3-7420-2319-3.
- Die Oberlausitz im Zweiten Weltkrieg. Studie zu den wendisch-deutschen Kreisen in Sachsen und Niederschlesien 1936–1946 (=Schriften des Sorbischen Instituts. Bd. 68), 1350 Seiten, 2 Bde., Domowina-Verlag, Bautzen 2021. ISBN 978-3-7420-2603-3.
- Der zufällige Mensch. Wundersame Wege vom Urknall zum Ich. 505 Seiten, Books on Demand, 2. Auflage, Norderstedt 2022. ISBN 978-3-7557-8429-6.
- Bayern in der Friedlichen Revolution, 600 Seiten, Books on Demand, Norderstedt 2023, ISBN 978-3-7347-2843-3.

### Aphorismenbände
- Wortbruch, Aphorismen. Mit einem Vorwort von Johannes Gross. Verbum Druck- und Verlagsgesellschaft für Kirche und Öffentlichkeit, Berlin 1993.
- Widersprüche. 1000 neue Aphorismen. Mitteldeutscher Verlag, Halle (Saale) 2006.
- Wortschatz. Aphorismen. Mitteldeutscher Verlag, Halle (Saale) 2007.
- Einspruch. Aphorismen aus artgerechtem Denken. Mitteldeutscher Verlag, Halle (Saale) 2009.
- Wortburg. Aphorismen. Books on Demand (Selbstverlag), Norderstedt 2013, ISBN 978-3-7322-5362-3.
- Weltanstaunung. Aphorismen, 129 S., Books on Demand (Selbstverlag), Norderstedt 2021. ISBN 978-3-7534-5475-7.
- Spiegelungen. Aphorismen à la Carte, 251 S., Books on Demand (Selbstverlag), Norderstedt 2023. ISBN 978-3-7526-8770-5.

### Roman
- Das Saladin Fragment. Der Schwarze Stein von Süpplingenburg. Books on Demand (Selbstverlag), Norderstedt 2022. ISBN 978-3-7568-2019-1.